# Playa Hermosa
Playa Hermosa är en liten badort på Nicaraguas Stillahavskust. Den ligger i comarcan La Gloria i kommunen Nagarote, mellan badorterna El Velero i norr och El Tránsito i söder.

## Aktiviteter
Det finns utmärkta bad- och surfingmöjligheter längs den två kilometer långa havsstranden.